# Federação Internacional das Associações Vexilológicas

Bandeira da FIAV

A Federação Internacional das Associações Vexilológicas (FIAV) é uma federação internacional de 52 associações e instituições regionais, nacionais e multinacionais espalhadas pelo mundo que se dedicam ao estudo da vexilologia, que a FIAV define na sua constituição como "a criação e o desenvolvimento de um órgão de conhecimento sobre bandeiras de todos os tipos, as suas formas e funções, e as teorias e princípios baseados nesse conhecimento". As traduções nas quatro línguas oficiais da federação são: Fédération Internationale des Associations Vexillologiques (Francês), International Federation of Vexillological Associations (Inglês), Internationale Föderation Vexillologischer Gesellschaften (Alemão), e Federación Internacional de Asociaciones Vexilológicas (Espanhol).
A FIAV organizou-se provisoriamente a 3 de Setembro de 1967 durante o Segundo Congresso Internacional de Vexilologia em Rüschlikon na Suíça, sendo oficialmente criada a 7 de Setembro de 1969 durante o Terceiro Congresso Internacional de Vexilologia em Boston, Massachusetts (E.U.A.).
A FIAV funciona com um Conselho de três pessoas, composto por um Presidente, um Secretário-Geral e uma Secretário-Geral para Congressos. O Conselho gere os assuntos actuais da FIAV e reúne a Assembleia Geral em sessões bienais, as quais têm lugar durante cada Congresso Internacional de Vexilologia. A Assembleia Geral da FIAV é composta por um delegado de cada um dos membros da Federação. A Assembleia elege o Conselho e é responsável por estabelecer as políticas de funcionamento. 